# Gare de Saint-Blaise-la-Roche - Poutay
Pour les articles homonymes, voir Gare de La Roche (homonymie).
La gare de Saint-Blaise-la-Roche - Poutay est une gare ferroviaire française de la ligne de Strasbourg-Ville à Saint-Dié, située sur le territoire de la commune de Saint-Blaise-la-Roche, à proximité de Poutay (hameau de Plaine), dans la collectivité européenne d'Alsace, en région Grand Est.
C'est une halte de la Société nationale des chemins de fer français (SNCF), desservie par des trains TER Grand Est.

## Situation ferroviaire
Établie à 430 mètres d'altitude, la gare de Saint-Blaise-la-Roche - Poutay est située au point kilométrique (PK) 52,346 de la ligne de Strasbourg-Ville à Saint-Dié, entre les gares de Fouday et de Saulxures.

## Histoire
Après d'importants travaux, les nouveaux aménagements ont été inaugurés le 19 novembre 2009.
En 2014, c'est une gare voyageurs d'intérêt local (catégorie C : moins de 100 000 voyageurs par an de 2010 à 2011), qui dispose de deux quais, un abri et une traversée de voie à niveau par le public (TVP).

## Fréquentation
De 2015 à 2024, selon les estimations de la SNCF, la fréquentation annuelle de la gare s'élève aux nombres indiqués dans le tableau ci-dessous.
| Année     | 2015   | 2016   | 2017   | 2018   | 2019   | 2020   | 2021   | 2022   | 2023   | 2024   |
| --------- | ------ | ------ | ------ | ------ | ------ | ------ | ------ | ------ | ------ | ------ |
| Voyageurs | 44 420 | 44 583 | 44 093 | 37 984 | 42 757 | 34 872 | 39 027 | 55 525 | 57 192 | 62 007 |

## Service des voyageurs

### Accueil
Halte SNCF, c'est un point d'arrêt non géré (PANG) à accès libre.

### Desserte
Saint-Blaise-la-Roche - Poutay est une halte voyageurs du réseau TER Grand Est, desservie par des trains express régionaux de la relation : Strasbourg-Ville - Saales - Saint-Dié-des-Vosges (ligne 08).

### Intermodalité
Un parc pour les vélos et un parking pour les véhicules y sont aménagés.
La gare est desservie par des autocars à tarification TER sur la relation : Saint-Dié - Molsheim (ou Rothau).

## Patrimoine ferroviaire
Une carte postale réalisée avant 1918 montre la gare à un emplacement sensiblement le même que la gare actuelle.
Reconstruit durant les années 1920, le bâtiment voyageurs (BV) est similaire à celui de la gare de Fouday dont il se distingue par l'arrangement des ouvertures de l'aile basse (deux travées simples et trois groupes de fenêtres doubles). Le corps de logis à deux étages est en partie revêtu d'un bardage de tuiles à extrémités arrondies ; le toit à arrête transversale est à demi-croupe avec une lucarne aux pignons et se prolonge par une section en appentis accueillant l'entrée du chef de gare et l'escalier. La halle aux marchandises se trouve dans un bâtiment séparé, en bois.

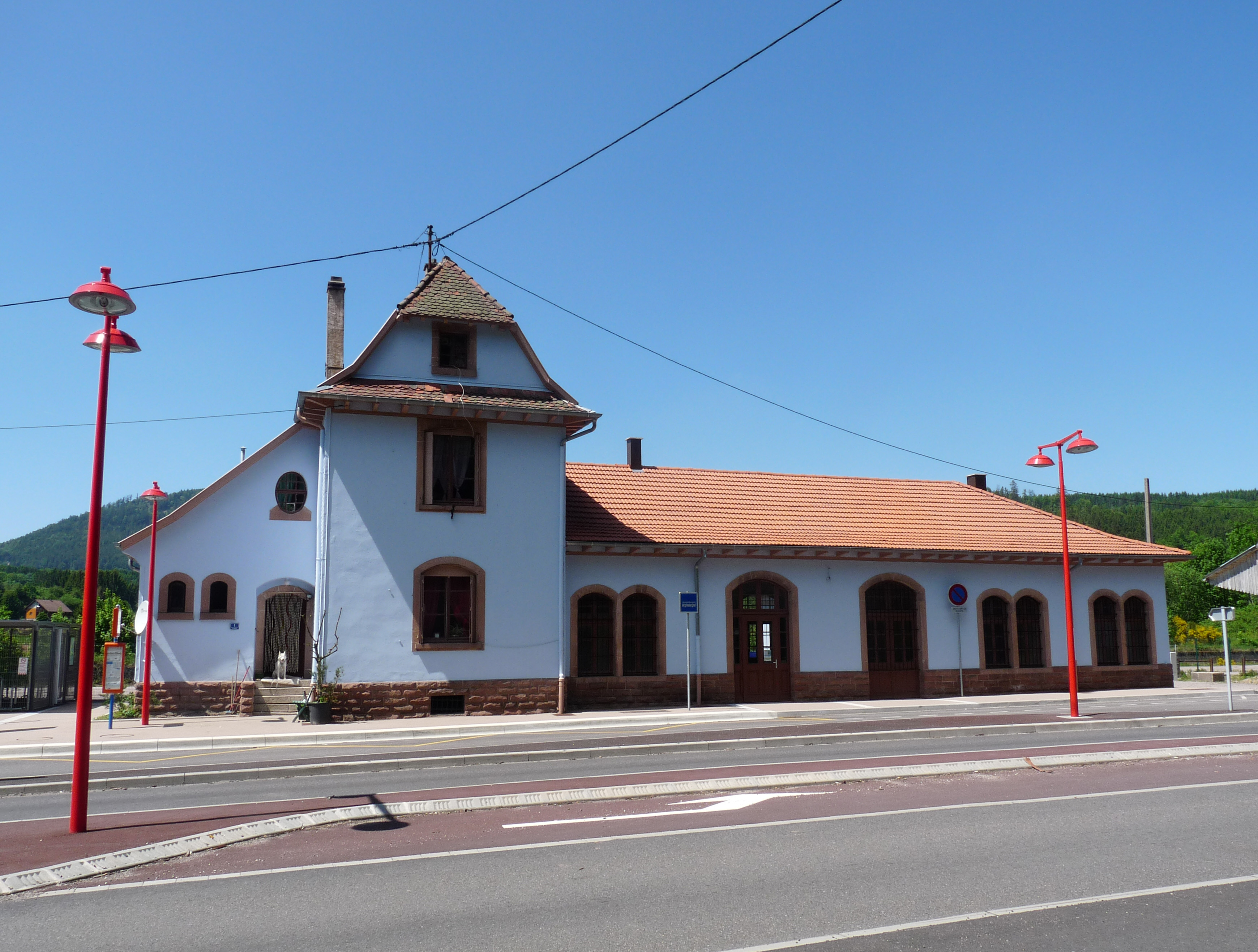
Le BV côté rue.
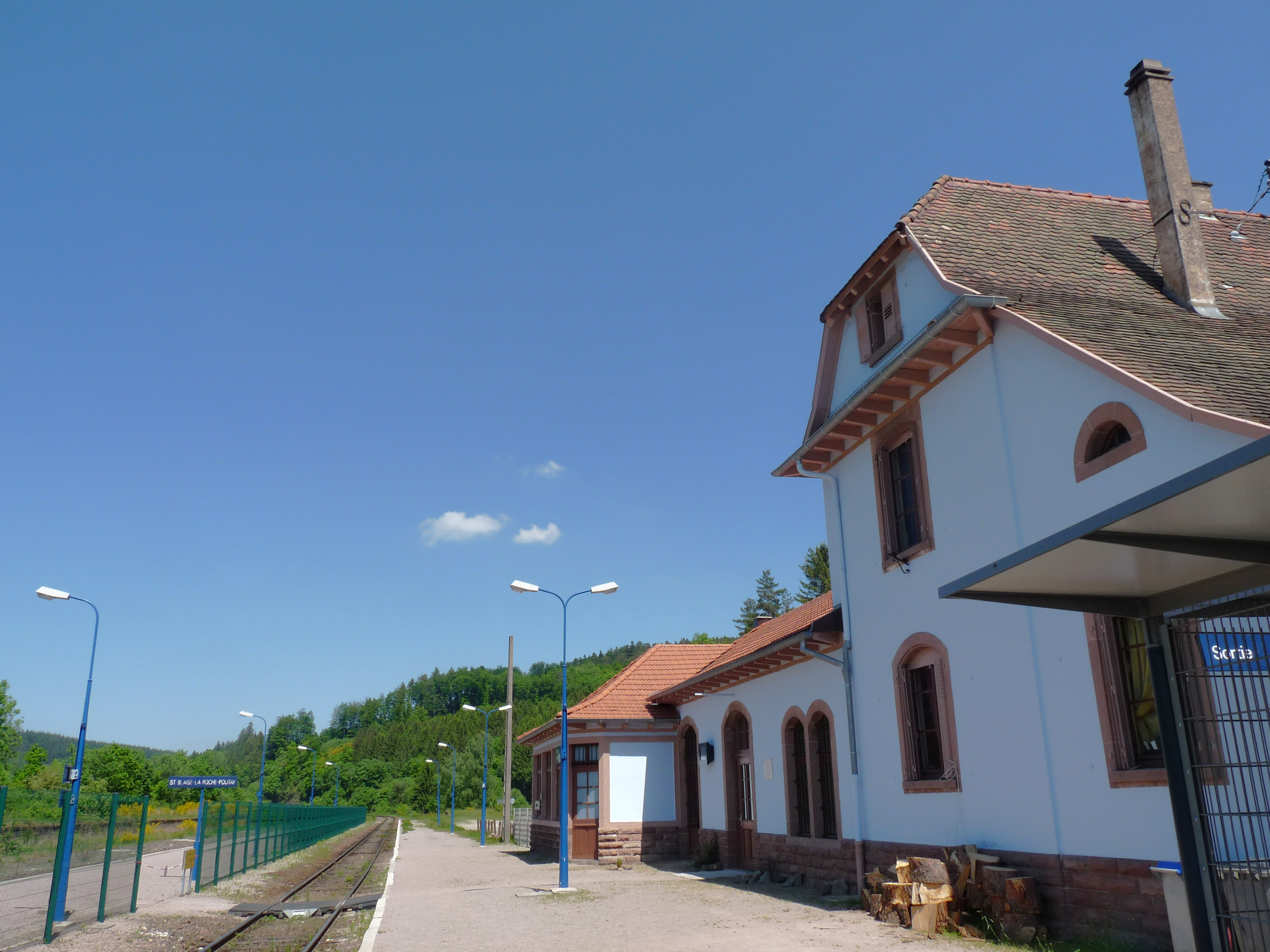
Côté quais.
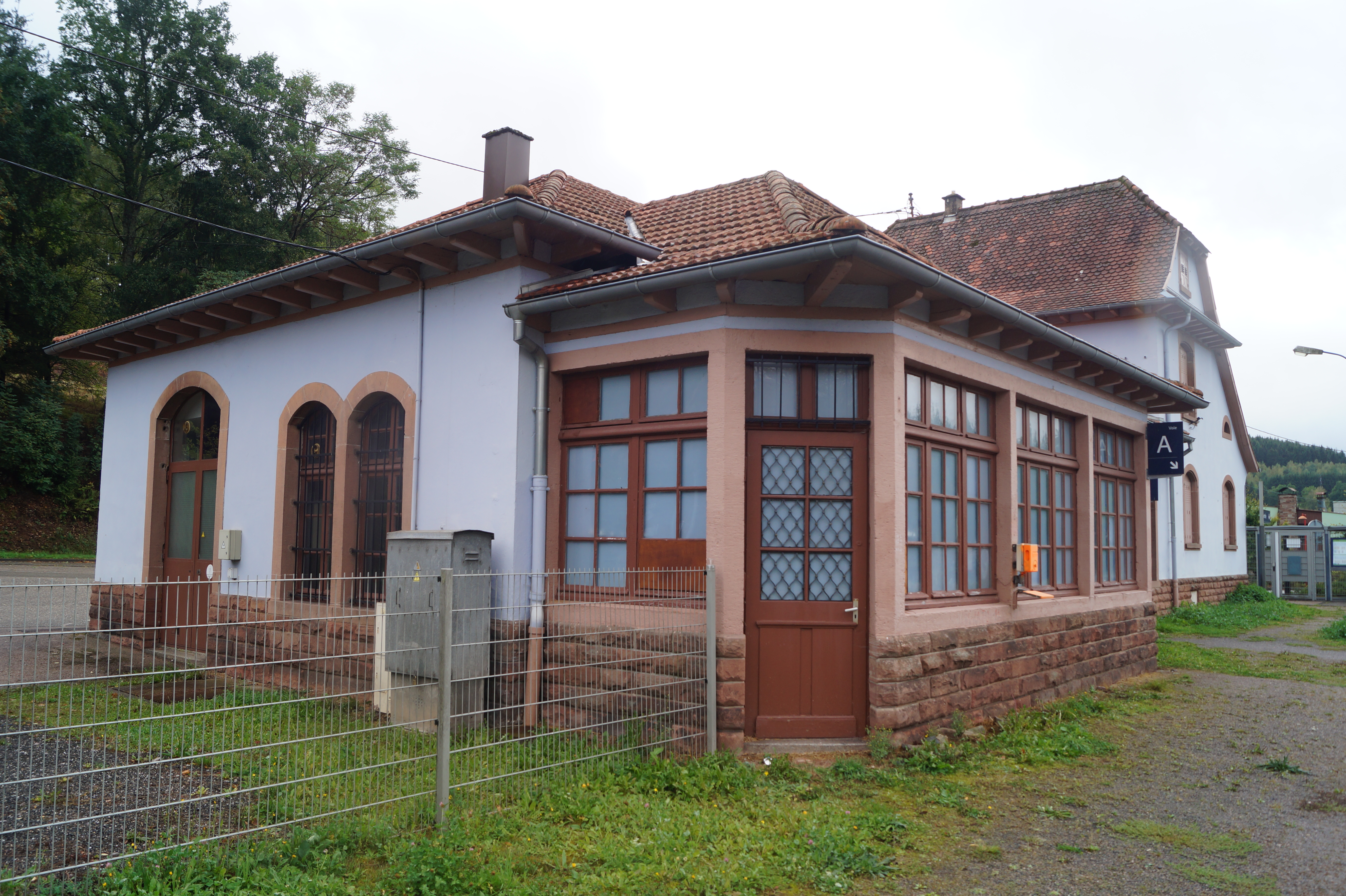
Extension.
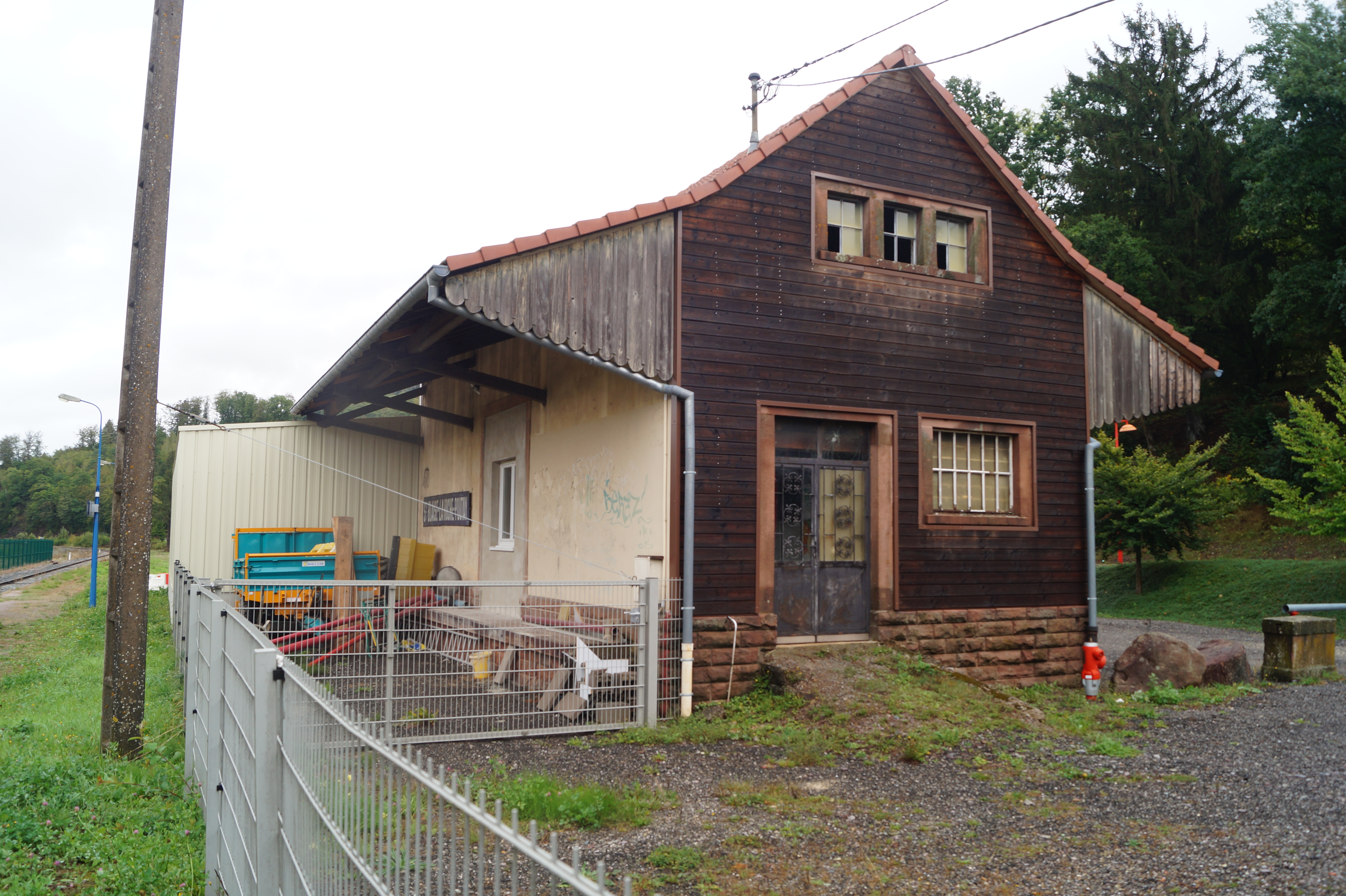
Halle à marchandises.